# (381) Myrrha
(381) Myrrha ist ein Asteroid des äußeren Hauptgürtels, der am 10. Januar 1894 vom französischen Astronomen Auguste Charlois am Observatoire de Nice bei einer Helligkeit von 12,5 mag entdeckt wurde.
Der Asteroid ist benannt nach Myrrha, einer Frauengestalt aus der griechischen Mythologie, die in einen Myrrhenbaum verwandelt wurde. Ihr Sohn Adonis wurde aus diesem Baum geboren. Julius Bauschinger, der Direktor des Astronomischen Rechen-Instituts in Berlin, veröffentlichte 1901 die Namen von 34 von Charlois entdeckten Asteroiden zwischen den Nummern (356) und (451). Im Text heißt es lediglich: „Nach Zustimmung des Herrn Charlois haben folgende von ihm entdeckten… Planeten nachstehende Namen erhalten.“ Es liegt daher nahe, dass die Namen vom Astronomischen Rechen-Institut ausgewählt wurden.

## Wissenschaftliche Auswertung
Mit Daten radiometrischer Beobachtungen im Infraroten am Kitt-Peak-Nationalobservatorium in Arizona vom März 1975 wurden für (381) Myrrha erstmals Werte für den Durchmesser und die Albedo von 126 km und 0,03 bestimmt. Am 13. Januar 1991 ereignete sich eine Bedeckung des Sterns 2. Größe γ Geminorum durch (381) Myrrha, die von Japan und China aus zu sehen war. Die Auswertung von über 30 Beobachtungsdaten aus Japan führte zur Bestimmung eines elliptischen Querschnitts des Asteroiden von etwa (147 × 127) km. Aus Ergebnissen der IRAS Minor Planet Survey (IMPS) wurden 1992 Angaben zu Durchmesser und Albedo für zahlreiche Asteroiden abgeleitet, darunter auch (381) Myrrha, für die damals Werte von 120,6 km bzw. 0,06 erhalten wurden. Eine Auswertung von Beobachtungen durch das Projekt NEOWISE im nahen Infrarot führte 2011 zu vorläufigen Werten für den Durchmesser und die Albedo im sichtbaren Bereich von 129,0 km bzw. 0,05. Nach neuen Messungen mit NEOWISE wurden die Werte 2014 auf 117,6 oder 127,6 km bzw. 0,06 oder 0,05 korrigiert.
Eine spektroskopische Untersuchung von 820 Asteroiden zwischen November 1996 und September 2001 am La-Silla-Observatorium in Chile ergab für (381) Myrrha eine taxonomische Klassifizierung als C- bzw. X-Typ.

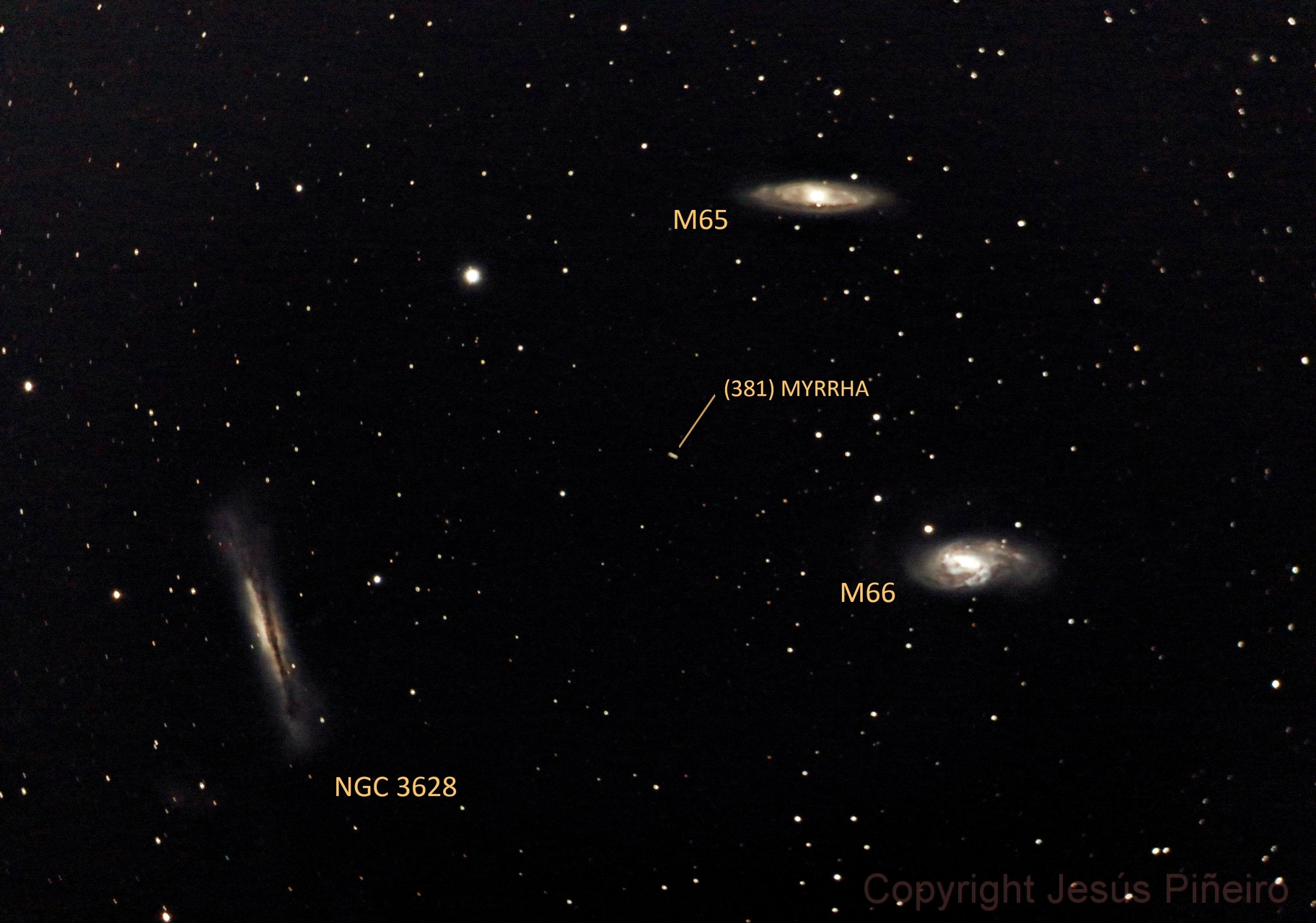
Aufnahme von (381) Myrrha vom 25. Januar 2015 zwischen den Galaxien des Leo-Tripletts

Photometrische Messungen des Asteroiden fanden erstmals statt vom 21. bis 24. November 2006 am Oakley Observatory des Rose-Hulman Institute of Technology in Indiana. Aus der aufgezeichneten Lichtkurve wurde eine Rotationsperiode von 6,572 h abgeleitet.
Eine Auswertung von archivierten Lichtkurven des Lowell-Observatoriums führte in einer Untersuchung von 2016 zur Erstellung eines dreidimensionalen Gestaltmodells des Asteroiden für zwei alternative Positionen der Rotationsachse mit prograder Rotation und einer Periode von 6,57196 h.
Neue photometrische Messungen am 20. und 25. Mai 2016 durch die Beobachtergruppe Observadores de Asteroides (OBAS) in Spanien wurden zu einer Rotationsperiode von 6,572 h ausgewertet. Mit dem Weltraumteleskop Transiting Exoplanet Survey Satellite (TESS) konnten während dessen Durchmusterung des Südhimmels 2018 bis 2019 auch Objekte des Sonnensystems beobachtet werden. Dabei wurden auch die Lichtkurven von fast 10.000 Asteroiden aufgezeichnet. Für (381) Myrrha wurde aus Messungen etwa vom 25. Oktober bis 14. November 2018 eine Rotationsperiode von 6,57225 h erhalten.
Aus photometrischen Daten der Jahre 1987 bis 2018 in Verbindung mit Daten von Gaia und der Beobachtung einer Sternbedeckung durch den Asteroiden im Januar 1991 (siehe oben) wurde dann in einer Untersuchung von 2020 mit dem Algorithmus Shaping Asteroids with Genetic Evolution (SAGE) ein verbessertes Gestaltmodell für eine Position der Rotationsachse mit prograder Rotation und einer Periode von 6,57195 h erstellt. Eine Anwendung thermophysikalischer Modelle ergab einen Wert für den äquivalenten Durchmesser von 131 ± 4 km.
Im Jahr 2021 wurde aus archivierten Daten und photometrischen Messungen von Gaia DR2 erneut ein dreidimensionales Gestaltmodell des Asteroiden für eine Rotationsachse mit prograder Rotation und einer Periode von 6,57196 h berechnet. Zwischen 2012 und 2018 wurden mit der All-Sky Automated Survey for Supernovae (ASAS-SN) auch photometrische Daten von 20.000 Asteroiden aufgezeichnet. Auf mehr als 5000 davon konnte erfolgreich die Methode der konvexen Inversion angewendet werden, darunter auch (381) Myrrha, für die in einer Untersuchung von 2021 ein verbessertes dreidimensionales Gestaltmodell für zwei alternative Rotationsachsen mit prograder Rotation und einer Periode von 6,57197 h erstellt wurde.
Aus archivierten Daten des Asteroid Terrestrial-impact Last Alert System (ATLAS) aus dem Zeitraum 2015 bis 2018 konnte in einer Untersuchung von 2022 mit der Methode der konvexen Inversion eine Rotationsperiode von 6,57197 h bestimmt werden. Im Jahr 2023 wurde aus photometrischen Messungen von Gaia DR3 erneut ein dreidimensionales Gestaltmodell des Asteroiden für eine Rotationsachse mit prograder Rotation und einer Periode von 6,57193 h berechnet.
Abschätzungen von Masse und Dichte für den Asteroiden (381) Myrrha aufgrund von gravitativen Beeinflussungen auf Testkörper hatten in einer Untersuchung von 2012 zu als unrealistisch bewerteten Ergebnissen geführt.